# Oxalis lotoides
Oxalis lotoides är en harsyreväxtart som beskrevs av Carl Sigismund Kunth. Oxalis lotoides ingår i släktet oxalisar, och familjen harsyreväxter. Inga underarter finns listade i Catalogue of Life.